# سیسلتنیا

قلمرو سیسلتنیا به رنگ قرمز در پادشاهی اتریش-مجارستان، دیگر قسمت‌ها ترانسلیتانیا به رنگ سبز، و مالکیت مشترک بوسنی و هرزگوین به رنگ آبی نمایش داده شده.

سیسلتنیا (آلمانی: Cisleithanien یا Zisleithanien، مجاری: Ciszlajtánia، چکی: Předlitavsko، اسلواکی: Predlitavsko، لهستانی: Przedlitawia، کرواتی: Cislajtanija، استونیایی: Cislajtanija، رومانیایی: Cisleithania، اوکراینی: Цислейтанія، انگلیسی: Cisleithania و نویسه‌گردانی: Tsysleitàniia)؛ یک عضو عادی ولی در عین حال هنوز به صورت غیررسمی بخش شمالی و غربیِ پادشاهی اتریش-مجارستان بود. پادشاهی دوگانه‌ای که در جریان سازش ۱۸۶۷ میلادی تأسیس شده بود. از نویسه‌گردانیِ واژهٔ (Tsysleitàniia) استنباط می‌شود: زمینِ مجارستانیِ تاج‌وتختِ سنت استفان در شرق ("فراتر") از رودخانهٔ لِیتا.
پایتخت سیسلتنیا محل اقامت امپراتور اتریش یعنی شهر وین بود. در سال ۱۹۱۰ میلادی قلمرو این امپراتوری ۲۸٬۵۷۱٬۹۰۰ نفر جمعیت داشت. گسترهٔ آن از فورآرلبرگ در غرب تا پادشاهی گالیسیا و لودومریا و قلمرو دوک نشین بوکووینا (امروز بخش‌هایی از لهستان، اوکراین و رومانی) در شرق، و همچنین از پادشاهی بوهم در شمال تا پادشاهی دالماتیا (امروز بخشی از کرواسی) در جنوب بود. این قلمرو؛ ایالت‌های اتریش امروز (به جز بورگن‌لاند)، و همچنین بیشتر منطقه‌های جمهوری چک و اسلوونی (به جز پکموریا)، و بخش‌هایی از ایتالیا (تریست، گوریزیا و ترنتینو آلتو آدیجه، کرواسی (ایستریا، دالماسی) و مونته‌نگرو (خلیج کوتور) را در بر می‌گیرد.